# Echinocereus laui
Echinocereus laui là một loài thực vật có hoa trong họ Cactaceae. Loài này được G.Frank mô tả khoa học đầu tiên năm 1978.